# Samuel Horak
Samuel Horak (* 28. März 2005) ist ein österreichischer Fußballspieler.

## Karriere
Horak begann seine Karriere beim ASV 13. Zur Saison 2017/18 wechselte er zum Wiener Sport-Club. Im Jänner 2019 kehrte er zum ASV zurück. Im November 2022 spielte er erstmals für die erste Mannschaft der Wiener in der Wiener Stadtliga. Bis zum Ende der Saison 2022/23 kam er zu 13 Einsätzen in der vierthöchsten Spielklasse, in denen er viermal traf.
Zur Saison 2023/24 wechselte Horak zu den Amateuren des Bundesligisten SCR Altach. Bis zur Winterpause kam er zu 15 Einsätzen in der Regionalliga West, in denen er achtmal traf. Im Jänner 2024 wechselte er in die Regionalliga Ost zu den Amateuren des SK Rapid Wien. Für Rapid II kam er bis Saisonende zu sechs Einsätzen, mit dem Team stieg er als Meister der Ostliga in die 2. Liga auf.
Sein Zweitligadebüt gab er dann im August 2024, als er am ersten Spieltag der Saison 2024/25 gegen den SV Horn in der 82. Minute für Furkan Demir eingewechselt wurde. Bis zur Winterpause kam er zu vier Zweitligaeinsätzen für Rapid II. Im Jänner 2025 wurde er auf Kooperationsbasis an den Regionalligisten Kremser SC verliehen. Für Krems kam er zu zwölf Einsätzen in der Regionalliga.